# ブラニガン
『ブラニガン』（原題：Brannigan）は、1975年制作のイギリスの刑事アクション映画。ジョン・ウェイン主演。

## あらすじ
シカゴ市警察の警部補ジム・ブラニガンは、シカゴの暗黒街の大物悪党ベン・ラーキンを逮捕するため、彼の逃亡先のロンドンにやってきた。
ブラニガンがスコットランドヤードの対犯罪エキスパート、チャールズ・スワン警視長と対面していると、ラーキンが何者かに誘拐されたという知らせが入る。スワンとブラニガンは、ラーキンの弁護士フィールズが誘拐犯から入手したというテープを聞く。それはラーキンの身代金として60万ドルを指定の場所に持ってこいというものだった。
翌朝、ブラニガンは指定の場所を張り込むが、巧妙なトリックを駆使した誘拐犯グループにまんまと身代金をせしめられた上、ラーキンがブラニガンを消すために差し向けた残忍な殺し屋ゴーマンに狙われる。
数日後、犯人が再度身代金を要求してきた。フィールズが今度は自分が運ぶと主張する。すると、フィールズは追跡車を巧みにまいて消えてしまった。この誘拐はラーキンとフィールズが結託して仕組んだものだったのだ。

## キャスト
| 役名                     | 俳優                       | 日本語吹替                                                                        |
| 役名                     | 俳優                       | TBS版                                                                             |
| ------------------------ | -------------------------- | --------------------------------------------------------------------------------- |
| ジム・ブラニガン警部補   | ジョン・ウェイン           | 小林昭二                                                                          |
| チャールズ・スワン警視長 | リチャード・アッテンボロー | 福山象三                                                                          |
| ジェニファー・サッチャー | ジュディ・ギーソン         | 吉田理保子                                                                        |
| メル・フィールズ         | メル・ファーラー           | 阪脩                                                                              |
| チャーリー・ザ・ハンドル | ジェームズ・ブース         | 寺島幹夫                                                                          |
| ベン・ラーキン           | ジョン・ヴァーノン         | 蟹江栄司                                                                          |
| モレッティ警部           | ラルフ・ミーカー           | 平林尚三                                                                          |
| ゴーマン                 | ダニエル・ピロン           | 黒部鉄                                                                            |
| フレディ                 | トニー・ブース             | 笹岡繁蔵                                                                          |
| ルアナ                   | レスリー＝アン・ダウン     |                                                                                   |
| トラヴェン警部           | ジョン・ストライド         | 池田勝                                                                            |
| ジュリアン               | バリー・デネン             |                                                                                   |
| エンジェル               | アーサー・バタニデス       |                                                                                   |
| 不明 その他              | N/A                        | 宮下勝 西川幾雄 柳沢紀男 伊井篤史 加藤正之 林一夫 葵京子 西村知道 叶年央 服部祥美 |
| 日本語版制作スタッフ     |                            |                                                                                   |
| 演出                     | 演出                       | 小林守夫                                                                          |
| 翻訳                     | 翻訳                       | 井場洋子                                                                          |
| 効果                     |                            |                                                                                   |
| 調整                     | 調整                       | 山田太平                                                                          |
| 制作                     | 制作                       | 東北新社                                                                          |
| 解説                     | 解説                       | 荻昌弘                                                                            |
| 初回放送                 | 初回放送                   | 1979年6月18日 『月曜ロードショー』                                                |

- 日本語吹替はDVD、BD収録
- 飛行機内上映では森山周一郎がジョン・ウェインの吹替を担当している。